# 反故
| ウィキペディアには「反故」という見出しの百科事典記事はありません（タイトルに「反故」を含むページの一覧/「反故」で始まるページの一覧）。 代わりにウィクショナリーのページ「反故」が役に立つかもしれません。 |